# Polimorfismo de conformação de filamento único
Polimorfismo de conformação de filamento único ou polimorfismo de conformação de fita simples (SSCP, do inglês Single Strand Conformation Polymorphism) é definida como uma técnica de diferenciação de filamentos únicos de DNA de comprimentos idênticos como induzidos por diferenças nas sequências sob certas condições experimentais. Esta propriedade permite distinguir as seqüências por meio de eletroforese em gel, que separa as diferentes conformações.

## Aplicações
O SSCP é um método destinado a realizar a triagem de mutações que permite a detecção de alterações na mobilidade eletroforética de fitas simples dos ácidos nucleicos em condições não-desnaturantes. As fitas simples de ácidos nucleicos formam estruturas secundárias em solução que dependem da composição e do sequenciamento das bases e do comprimento da fita simples. Tais estruturas secundárias eram obtidas inicialmente, por meio de desnaturação do produto de amplificação antes do início da eletroforese.
A mudança em uma base na seqüência do ácido nucléico amplificado pela técnica de PCR pode ser detectada pela técnica SSCP. Os perfis de SSCP podem ser detectados por autorradiografia pel marcação dos produtos resultantes da PCR com substâncias marcadoras radiativas. Hoje são utilizados sistemas de detecção pela coloração dos géis de eletroforese com a adição de sal nitrato de prata.
A técnica SSCP foi inicialmente descrita para a análise de DNA, porém, a análise de RNA também é realizável. Distintas estruturas secundárias são formadas com maior freqüência pelo RNA do que por moléculas de DNA e fragmentos maiores passam a poderem ser analisados. As mutações detectadas pela técnica SSCP devem ser posteriormente confirmadas por técnica de sequenciamento de DNA. Além destes procedimentos, em várias aplicações, sistemas de análise por eletroforese em gel de dimensões menores são utilizados em substituição aos sistemas padronizados para o sequenciamento de DNA.
É conhecido que a sensibilidade de detecção de mutações para a técnica de SSCP é maior quando os tamanhos dos produtos da PCR são de 150 a 200 pb. O número de mutações que pode ser detectado diminui para fragmentos maiores submetidos ao método de análise. Triagens de mutações de produtos maiores são obtidas utilizando-se RNA-SSCP, com menor prejuízo para o método quanto a sua sensibilidade.
Nesta técnica a eletroforese é realizada em gel de poliacrilamida não-desnaturante. Dependendo da concentração da poliacrilamida, do tamanho do fragmento analisado e da presença de glicerol no gel, o tempo adequado de separação varia entre 2 até 6 horas. A resolução do método é maior em sistemas de géis desenvolvidos especialmente para a técnica disponíveis no comércio. Sob diferentes condições a análise um fragmento pode ter aumentado seu índice de detecção de mutações, sendo que as condições ideais devem ser determinadas por métodos empíricos. Em condições em que a execução da eletroforese tenha em seu sistema pelo menos duas temperaturas e dois tampões de eletrodos somada a dependência do tamanho do produto da PCR (que deve ser menor que 200 pb) até 80 a 90% de mutações permitem ser detectadas pela SSCP.

### SSCP para bactérias
Schwieger & Tebbe (1998), procurando de evitar o reanelamento das fitas homólogas, que ocorrem após desnaturação inicial com bastante frequência, adaptaram a técnica de SSCP aumentando o possibilidade do uso desta técnica de análise para bactérias.
Nesta aplicação, utiliza-se um iniciador contendo o terminal 5´ marcado por fosforilação e durante a etapa PCR, tal iniciador é incorporado a uma das fitas do DNA, que submetido a um tratamento como se fosse uma enzima do exonuclease que reconhece o iniciador fosforilado, propicia a digestão preferencial da fita marcada. A fita simples apresenta sua mobilidade eletroforética em gel de poliacrilamida dependente da conformação que ela assume conforme sua seqüência de bases durante o processo de eletroforese. Os produtos de amplificação que interessa à análise da população de bactérias podem ser depois clonados e sequenciados (Torsvik et al., 1990; Nüsslein & Tiedje, 1999
O método SSCP foi utilizado para monitorar a diversidade bacteriana durante diferentes estágios de compostagem (Peters et al., 2000) e chegaram a conclusão que esta técnica apresenta potencialidade para analisar populações de bactérias e sua variabilidade.
Schwieger e Tebbe por meio do método SSCP conseguiram analisar os perfis genéticos da região 16S do rDNA e obtiveram a detecção de alto grau de especificidade de bactérias da rizosfera. Tal metodologia apresentou potencialidade no monitoramento de bactérias introduzidas como o inoculantes Sinorhizobium meliloti em Medicago sativa e Chenopodium album. Além destas aplicações, SSCP é utilizada para a comparação entrebactérias presentes em plantas transgênicas e não-transgênicas (Schamalenberg & Tebbe, 2002)
Assim, a técnica de SSCP é aplicada na análise de comunidades microbianas em solos, conjuntamente com técnicas de géis desnaturantes, como DGGE e TGGE.